# 尤奧扎斯·吉爾紐斯
尤奧扎斯·吉爾紐斯（1915年5月23日—1994年9月13日）是立陶宛存在主義哲學家。他的哲學思想結合存在主義、天主教和立陶宛民族主義，與安塔納斯·馬采納及斯塔塞斯·薩爾考斯基斯並列為現代立陶宛哲學的基石。:971994年，吉爾紐斯獲頒立陶宛大公格迪米納斯勳章。
1932年，吉爾紐斯進入維陶塔斯馬格努斯大學主修哲學，之後也到魯汶天主教大學、弗赖堡大学、法蘭西公學院等歐洲學府進修，並在弗萊堡大學參加馬丁·海德格的講座。:76吉爾紐斯對存在主義相當感興趣，以此作為畢業論文題目，標題為〈海德格存在主義哲學之原則〉（英語：The Principles of Heidegger's Existential Philosophy）。:59第二次世界大戰結束後，吉爾紐斯離開立陶宛、流亡海外。居留德國期間，他出版一本探討立陶宛民族性格的小冊子，比較立陶宛人與周邊民族，並作出結論：立陶宛人比德國人更溫暖，比俄羅斯人更開放。1949年，吉爾紐斯移民美國，就此定居。
1951年，吉爾紐斯在蒙特婁大學取得博士學位，他的博士論文以法文寫成，題為〈自由與存在：卡爾·雅斯佩斯的存在主義形而上學〉（法語：La metaphysique existentielle de K. Jaspers）。:23他接受立陶宛和西方教育、避免受到俄羅斯哲學家影響，這在當時的立陶宛哲學家中相當常見。1964年，吉爾紐斯出版代表作《沒有上帝的人》，分析無宗教信仰者。:76他對無神論勢力逐漸擴大的現象感到十分憂心，認為宗教信徒們努力追求永恆，而拒絕上帝者則過著空虛的生活。吉爾紐斯餘生致力於立陶宛文化活動，參與編纂《立陶宛百科全書》（1953年－1959年）和《迴聲》雜誌（1965年－1980年），並參加各種活動與組織，包括立陶宛天主教組織「未來」。